# Tukkerto
Tukkerto is een bestuurslaag in het regentschap Lamongan van de provincie Oost-Java, Indonesië. Tukkerto telt 1745 inwoners (volkstelling 2010).